# Кладни-Дял
Кладни-Дял (болг. Кладни дял) — село в Болгарии. Находится в Великотырновской области, входит в общину Велико-Тырново. Население составляет 28 человек.

## Политическая ситуация
Кладни-Дял подчиняется непосредственно общине и не имеет своего кмета.
Кмет (мэр) общины Велико-Тырново — Даниел Панов (ГЕРБ) по результатам выборов в правление общины.